# Инцидент с побегом Василия Матузка
Инцидент с побегом Василия Матузка — произошедший 23 ноября 1984 года в межкорейской демилитаризованной зоне вооружённый конфликт.

## Ход событий
Гражданин СССР Василий Яковлевич Матузок, 22-летний студент МГИМО, изучавший корейский язык, находился в КНДР на стажировке. По одним данным, он был прикомандирован к советскому посольству в Пхеньяне, по другим — был в составе делегации, возглавляемой заместителем министра иностранных дел СССР М. Капицей.
23 ноября 1984 года Матузок в составе группы граждан социалистических стран посетил объединённую зону безопасности на границе с Южной Кореей. Он решил использовать эту возможность для того, чтобы перебраться в США, к чему он давно стремился.
Матузок сделал вид, что хочет сфотографироваться вместе с северокорейским солдатом, подошёл к границе, а затем перебежал на южнокорейскую сторону. Северокорейские военнослужащие стали стрелять в него из пистолетов, но не попали. Матузок пробежал мимо стоявших на посту у границы американских солдат из специального американско-южнокорейского подразделения, называвшегося объединёнными силами безопасности (англ. Joint Security Force), и по-английски попросил их помочь ему и прикрыть его.
Более 20 северокорейских солдат бросились в погоню за Матузком на южнокорейскую сторону. Бежавшие впереди стали стрелять в Матузка, но он опять остался невредим и смог спрятаться. Американские и южнокорейские солдаты стали стрелять в северокорейцев. Завязалась перестрелка. К американцам и южнокорейцам вскоре прибыло подкрепление — возглавлявшийся командиром объединённых сил безопасности взвод быстрого реагирования.
Засевших в саду северокорейцев обстреляли из 40-мм гранатомёта. В перестрелке был убит один южнокорейский солдат (рядовой 1-го класса или капрал Чан Мён-Ги) и ранен один американский. Также было убито трое северокорейцев, число раненых колеблется в источниках от одного до пяти. Перестрелка продолжалась около 20 минут.
Наконец, северокорейцы в саду подняли вверх руки, показывая, что сдаются. Северокорейский офицер позвонил по телефону американскому офицеру и попросил разрешить шести невооружённым северокорейцам забрать своих убитых и раненого. Такое разрешение было дано, и американское командование приказало своим силам прекратить огонь.
Северокорейская пропаганда потом утверждала, что Матузок лишь случайно зашёл на южнокорейскую сторону и северокорейцы просто хотели сказать ему об этом, а в них стали стрелять. Также северокорейская пропаганда утверждала, что американцы похитили Матузка. Шведские и швейцарские наблюдатели, находившиеся на северокорейской стороне, потом утверждали, что видели, как сразу после перестрелки после ожесточённого спора северокорейский офицер застрелил двух северокорейских военнослужащих из числа участвовавших в перестрелке (видимо, за то, что упустили Матузка).

## Последствия
26 американских и 17 южнокорейских военнослужащих получили награды за участие в инциденте, в частности, четверо американцев были награждены медалями «Серебряная звезда».
Матузок перебрался в США, где работал в отеле, изучал международные отношения в университете. Он сменил фамилию. О дальнейшей его судьбе информации нет.